# ناچو ابلدو
ناچو ابلدو (انگلیسی: Nacho Abeledo؛ زادهٔ ۵ ژانویهٔ ۱۹۹۶) بازیکن فوتبال اهل اسپانیا است.
از باشگاه‌هایی که در آن بازی کرده‌است می‌توان به باشگاه فوتبال رئال بتیس، باشگاه خیمناستیک تاراگونا، باشگاه فوتبال بارسلونا بی، و باشگاه فوتبال مالاگا اشاره کرد.
وی همچنین در تیم‌های ملی فوتبال زیر ۱۷ سال اسپانیا و زیر ۱۸ سال اسپانیا بازی کرده‌است.